# Schlettereriella guineensis
Schlettereriella guineensis är en stekelart som först beskrevs av Szepligeti 1914.  Schlettereriella guineensis ingår i släktet Schlettereriella och familjen bracksteklar. Inga underarter finns listade i Catalogue of Life.